# Magyar Pénzverő Zrt.
La Magyar Pénzverő Zrt. (« Monnaie hongroise ») est la fabrique de monnaie nationale de la Hongrie.
L'histoire de la monnaie de Hongrie remonte à plus de 1000 ans. Elle commença avec la frappe des denar en argent du premier roi saint Étienne en 1001.
Après la Seconde Guerre mondiale, la monnaie continua sous le nom de Monnaie d'État hongroise et frappa les forint.
En 1992, la Magyar Pénzverő Zrt. se transforma en compagnie privé, dont la Banque Nationale de Hongrie détenait la majorité des actions, puis la totalité depuis 1998.